# Loukoléla
Loukoléla är ett distrikt i Kongo-Brazzaville. Det ligger i departementet Cuvette, i den centrala delen av landet, 400 km nordost om huvudstaden Brazzaville.